# الانهيارات الطينية في سيراليون 2017
في صباح يوم 14 أغسطس 2017 قُتل أكثر من 300 شخص في عاصمة سيراليون فريتاون الواقعة غرب أفريقيا جراء فيضانات وانهيارات طينية بسبب الأمطار الغزيرة التي استمرت لمدة 3 أيام متواصلة، ولقد تم تشريد أكثر من 3000 ولازال هناك الالآف من الاشخاص في عداد المفقودين.

## التأثير
وفقًا لمركز التنبؤات المناخية التابع لوزارة الطقس الوطنية، كانت سيراليون في خضم موسم الأمطار الرطب، حيث شهدت العاصمة فريتاون في المنطقة الغربية من البلد 41 إنشاً من الأمطار أدت إلى الانهيارات الطينية منذ 1 يوليو 2017، وهو ما يقرب من ثلاثة أضعاف المتوسط الموسمي للمنطقة. لم تصدر إدارة الأرصاد الجوية في سيراليون تحذيراً قبل هطول الأمطار الغزيرة للتعجيل بعمليات الإجلاء من مناطق الخطر، من 11 أغسطس إلى 14 أغسطس تعرضت فريتاون لثلاثة أيام متتالية من هطول الأمطار، مما أدى إلى فيضانات شديدة في المدينة وضواحيها. الفيضانات تشكل تهديداً سنوياً للمنطقة، ففي عام 2015 قتلت الفيضانات 10 أشخاص وغادر الآلاف من المشردين.
تسببت الانهيارات الأرضية الناجمة عن الفيضانات في الصباح الباكر من يوم 14 أغسطس في تضرر أو غمر عدة منازل وهياكل، مما أسفر عن مصرع عدد من السكان الذين كان الكثير منهم نائمين. منطقة ضاحية ريجنت تعرضت لأكبر قدر من الدمار، وهي مستوطنة جبلية على بعد 15 ميلاً شرق فريتاون، تم طمس ريجنت عندما انهارت التلال القريبة من الساعة 6:00 بتوقيت جرينتش. وصف المدير كلفا كاربو من وكالة إغاثة أطفال الشوارع «تأثير الدومينو» التي أسفرت عن هدم هياكل الممتلكات الأخرى مع تقدم الانهيارات الطينية.